# قاضی بیضاوی
قاضی ناصرالدین عبدالله بن عمرو قاضی و محقق ایرانی اواخر قرن سیزدهم بود. اثر معروف او نظام التواریخ حاوی گزارشی تاریخی از استان فارس است.